# هاري بيلي (طبيب نفسي)
هاري بيلي (بالإنجليزية: Harry Bailey)‏ هو طبيب نفسي أسترالي، ولد في 1922، وتوفي في 8 سبتمبر 1985.